# Hoplotarache karachiensis
Hoplotarache karachiensis är en fjärilsart som beskrevs av Swinhoe 1889. Hoplotarache karachiensis ingår i släktet Hoplotarache och familjen nattflyn. Inga underarter finns listade i Catalogue of Life.